# کلمه (معماری رایانه)
در محاسبات، یک کلمه واحد طبیعی داده‌ است که توسط یک طراحی پردازنده خاص مورد استفاده قرار می‌گیرد. کلمه یک قطعه داده با اندازه ثابت است که توسط مجموعه دستورالعمل یا سخت‌افزار پردازنده به عنوان واحدی استفاده می‌شود. تعداد بیت‌های یک کلمه (اندازه کلمه یا طول کلمه) یک ویژگی مهم برای هر نوع پردازنده خاص یا معماری رایانه است.
بسیاری از رایانه‌های اولیه (و معدودی از مدرن‌ها) از روش دهدهی به رمز دودویی به جای دودویی ساده استفاده می‌کردند، آن‌ها به‌طور معمول دارای اندازه کلمه ۱۰ یا ۱۲ رقم اعشاری هستند، و بعضی از رایانه‌های اعشاری اولیه هیچ کلمه ثابت ندارند. سیستم‌های باینری اولیه تمایل داشتند از کلمات کلیدی استفاده کنند که بعضی از آنها ۶ بیتی بود. با معرفی استاندارد ASCII طول کلمات مضرب ۸ متداول شد. ماشین‌های ۱۶ بیتی در دهه ۱۹۷۰ قبل از انتقال به پردازنده‌های مدرن با ۳۲ یا ۶۴ بیت محبوب بودند. طرح‌های ویژه ای مانند پردازنده‌های سیگنال دیجیتال، ممکن است هر طول کلمه ای از ۴ تا ۸۰ بیت داشته باشند.